# Florence Auer
Florence Auer (Albany, 3 marzo 1880 – New York, 14 maggio 1962) è stata un'attrice e sceneggiatrice statunitense di teatro e di cinema.

## Biografia
Nata ad Albany, la capitale dello stato di New York, Florence Auer cominciò la sua carriera di attrice sui palcoscenici della East Coast a cavallo tra Ottocento e Novecento. La sua prima apparizione cinematografica risale al 1908, in un cortometraggio diretto da Wallace McCutcheon, dove recitava a fianco di quello che sarebbe diventato uno dei registi più importanti di tutta la storia del cinema, David Wark Griffith.
Divenne una delle originali Biograph Girls insieme all'attrice Marion Leonard. Il fatto di recitare a fianco di quelli che poi diventarono noti registi, la aiutò nella carriera: Griffith, Harry Solter, Thomas H. Ince, Robert G. Vignola e Mack Sennett, compagni nei suoi primi film, quando passarono dietro alla cinepresa, si ricordarono di lei e spesso la impiegarono nei loro film.
Nella sua carriera che durò dal 1908 al 1955, Florence Auer interpretò 68 film, lavorando negli anni cinquanta anche in televisione.
Florence Auer morì a New York nel 1962 all'età di 82 anni.

## Filmografia
La filmografia è completa.

### Attrice
- The Sculptor's Nightmare, regia di Wallace McCutcheon (1908)
- Over the Hill to the Poorhouse, regia di Stanner E.V. Taylor (1908)
- At the Crossroads of Life, regia di Wallace McCutcheon Jr. (1908)
- The Kentuckian, regia di Wallace McCutcheon (1908)
- The Fight for Freedom, regia di D.W. Griffith, Wallace McCutcheon (1908)
- The Tavern Keeper's Daughter, regia di D.W. Griffith (1908)
- The Fatal Hour, regia di D.W. Griffith (1908)
- Romance of a War Nurse, regia di Edwin S. Porter (1908)
- Richard III, regia di J. Stuart Blackton, William V. Ranous (1908)
- She, regia di Edwin S. Porter (1908)
- King Lear, regia di J. Stuart Blackton e William V. Ranous (1909)
- Eradicating Aunty, regia di D.W. Griffith (1909)
- His Auto's Maiden Trip, regia di Dell Henderson (1912)
- Fair Lady, regia di Kenneth S. Webb (1922)
- The Heart of a Siren, regia di Phil Rosen (1925)
- The Beautiful City, regia di Kenneth S. Webb (1925)
- L'uragano (That Royle Girl), regia di D.W. Griffith (1925)
- The Bard of Broadway, regia di Joseph Henabery e Roy Mack (1930)
- Seeing Things, regia di Harold Beaudine (1930)
- Hey, Pop!, regia di Alfred J. Goulding (1932)
- Then Came the Yawn, regia di Joseph Henabery (1932)
- Beauty for Sale, regia di Richard Boleslawski (1933)
- Double Talk, regia di Lloyd French (1937)
- Back Door to Heaven, regia di William K. Howard (1939)
- Musica sulle nuvole (I Married an Angel), regia di W. S. Van Dyke e Roy Del Ruth (1942)
- Anche i boia muoiono (Hangmen Also Die!), regia di Fritz Lang (1943)
- Le stelle hanno paura (Lady of Burlesque), regia di William A. Wellman (1943)
- Fuoco a oriente (The North Star), regia di Lewis Milestone (1943)
- Il ponte di San Luis Rey (The Bridge of San Luis Rey), regia di Rowland V. Lee (1944)
- In giro con due americani (Abroad with Two Yanks), regia di Allan Dwan (1944)
- Youth on Trial, regia di Budd Boetticher (1945)
- Mama Loves Papa, regia di Frank R. Strayer (1945)
- Avventura (Adventure), regia di Victor Fleming (1945)
- L'angelo nero (Black Angel), regia di Roy William Neill (1946)
- Gentleman Joe Palooka, regia di Cy Endfield (1946)
- Slappily Married, regia di Edward Bernds (1946)
- Incatenata (The Chase), regia di Arthur Ripley (1946)
- Accadde nella quinta strada (It Happened on Fifth Avenue), regia di Roy Del Ruth (1947)
- La fiera delle illusioni (Nightmare Alley), regia di Edmund Goulding (1947)
- La moglie del vescovo (The Bishop's Wife), regia di Henry Koster (1947)
- Eight-Ball Andy, regia di Edward Bernds (1948)
- Lo stato dell'Unione (State of the Union), regia di Frank Capra (1948)
- Michael O'Halloran, regia di John Rawlins (1948)
- Gli amori di Carmen (The Loves of Carmen), regia di King Vidor (1948)
- Il buon samaritano (Good Sam), regia di Leo McCarey (1948)
- Go Chase Yourself, regia di Jules White (1948)
- I bassifondi di San Francisco (Knock on Any Door), regia di Nicholas Ray (1949)
- Gioventù spavalda (Bad Boy), regia di Kurt Neumann (1949)
- Hold That Baby!, regia di Reginald Le Borg (1949)
- Madame Bovary, regia di Vincente Minnelli (1949)
- La saga dei Forsyte (That Forsyte Woman), regia di Compton Bennett (1949)
- Questo me lo sposo io (Bride for Sale), regia di William D. Russell (1949)
- Blonde Dynamite, regia di William Beaudine (1950)
- Le memorie di un Don Giovanni (Love Nest), regia di Joseph M. Newman (1951)
- Marito per forza (Love Is Better Than Ever), regia di Stanley Donen (1952)
- La diva (The Star), regia di Stuart Heisler (1952)
- La campana ha suonato (Silver Lode), regia di Allan Dwan (1954)
- Lucy Gallant, regia di Robert Parrish (1955)
- Nessuno mi fermerà (Top Gun), regia di Ray Nazarro (1955)

### Televisione
- Wild Bill Hickok (The Adventures of Wild Bill Hickok) – serie TV, episodio 3x19 (1952)
- Gianni e Pinotto (The Abbott and Costello Show) – serie TV, episodio 2x05 (1953)
- Death Valley Days – serie TV, episodio 4x01 (1955)

### Sceneggiatrice
- Her Great Price, regia di Edwin Carewe - storia (1916)
- A Modern Cinderella, regia di John G. Adolfi - storia e sceneggiatura (1917)
- Her Mad Bargain, regia di Edwin Carewe - romanzo The Prince of Happiness (1921)

### Film o documentari dove appare Florence Auer
- Andy Goes Wild, regia di Jules White - (filmati di repertorio) (1956)
- Pardon My Nightshirt, regia di Jules White - (filmati di repertorio) (1956)

## Doppiatrici italiane
- Clara Ristori in Il buon samaritano, Lo stato dell'Unione
- Giovanna Cigoli in Le memorie di un dongiovanni
- Gemma Griarotti nel ridoppiaggio tv di Lo stato dell'Unione